# Piazza del Sale
La Piazza del Sale (« place du sel »), officiellement Piazza del Mercato (« place du marché »), est une place historique de la ville de Grosseto, en Toscane.

## Description
La place est bordée au sud-ouest par la Porta Vecchia, le bâtiment Del Fa et la courtine intérieur de le bastion Cavallerizza ; sur le côté nord-ouest se trouve le Cassero del sale, un bâtiment médiéval pour la collecte du sel. La place est reliée à la plus grande Piazza Dante par la Via Ricasoli.
L'existence de la place est documentée depuis 1291, lorsqu'elle constituait le centre de l'ancien Terzo di San Giorgio.

## Monuments
- Cassero del sale
- Palazzo Carmignani (it), entre Via Mazzini et Via Ricasoli
- Palazzetto Del Fa
- Palazzetto Cesaroni
- Palazzetto Gualandi
- Palazzetto Onorato